# Doddabala, Nagamangala
Doddabala là một làng thuộc tehsil Nagamangala, huyện Mandya, bang Karnataka, Ấn Độ.